# Ahejci
Ahejci (Ahajci; Ἀχαιοί), kolektivni naziv koji se koristio za Grke iz Homerove Ilijade i Odiseje, i jedno od četiri glavnih plemena iz klasične Grčke. Ime im dolazi po Aheju (Achaeus, Ἀχαιός), mitskom utemeljitelju ahejskog plemena na području Ahaje na sjevernom Peloponezu, sinu Xuthusa (Ξοῦθος, sin Helenov, mitski patrijarh Helena, Ἕλλην i Orsejin, Oρσηίς) i najade Kreuse (Κρέουσα).
Ahejci se povijesno javljaju u 14. i 13. stoljeću prije Krista, a oko 1250 prije Krista postaju vladajuća klasa. Navodno su govorili dorskim dijalektom, a Dorani su ih iz njihove prapostojbine potisnuli tijekom tzv. dorske invazije na Peloponez na područje Egialije (kasnije Jonija). Prema Pauzaniju i Herodotu Ahejci (klasičnog perida) izvorno su živeli u Argolidi i Lakoniji odakle su izbjgli u Egialiju, čiji stanovnici nađoše sklonište u Ateni; Egialija tada postade poznata kao Aheja. 